# Friedrich-Schiller-Gymnasium Pfullingen
Das Friedrich-Schiller-Gymnasium Pfullingen ist ein Gymnasium in Pfullingen (Baden-Württemberg). Zur öffentlichen Schule wurde es am 22. April 1763, den Namen Friedrich-Schiller-Gymnasium bekam es aber erst 1977. Schulleiter ist Marcel Schnek.

## Geschichte
Das Friedrich-Schiller-Gymnasium entstand nach jahrelangen Bemühungen aus der Pfullinger Lateinschule, indem ein herzogliches Dekret am 22. April 1763 es zu einer öffentlichen Schule erklärte.
Der Präzeptor (der Lehrer) erhielt damals „quartaliter“ von jedem Schüler einen Gulden und 30 Kreuzer. Was zu jenem Zeitpunkt (um 1760) ein Hungerlohn bei 32 Schülern war, da schon allein ein Simri Gerste einen Gulden 20 Kreuzer kostete. Somit ist es auch nicht verwunderlich, dass der Chronist Bames schrieb: „1760 resignierte Präzeptor Schmid wegen zu geringen Gehaltes und weil ihn der Kirchenkonvent mehrmals wegen Schwelgerei gemahnt hatte.“ Es war auch noch dazu üblich, dass der Präzeptor für diesen Lohn 5 Stunden Unterricht halten musste (3 Stunden vormittags + 2 Stunden nachmittags), hinzu kam noch eine Repetitionsstunde, was dann als Endergebnis bei sechs Schultagen in der Woche eine Unterrichtszeit von 36 Stunden ausmachte.
Schon im 18. Jahrhundert genoss das FSG, damals noch Lateinschule, einen ausgezeichneten Ruf. Die Präzeptoren mussten streng auslesen, zumal viele Extrasnei (Auswärtige) in Pfullingen zur Schule gingen. Friedrich Meyer schrieb in seinem Pfullinger Heimatbuch über den Präzeptor Benjamin Friedrich Schmid: „Er verschaffte und erhielt der hiesigen Lateinschule 16 Jahre lang, von 1778–1793, einen solchen Ruf, dass man sie damals für eine der vorzüglichsten Anstalten in Württemberg hielt.“
Mit dem Beginn des neuen Jahrhunderts wurde nicht mehr nur Latein unterrichtet, sondern auch Arithmetik, Geometrie, Geschichte und als Folge der napoleonischen Kriege auch Französisch. Die nun „Höhere Schule“ wurde oft umgetauft und umgesiedelt: Aus der Lateinschule wurde eine Realschule, daraus eine Oberschule für Jungen, eine koedukative Oberschule, ein Progymnasium und schließlich ein Gymnasium. Die Schule zog vom Ein-Zimmer-Schulhaus über das Rathaus in die Uhlandschule, dann in den „Kostenbader“, ein Vereinshaus und schließlich in den Klostergarten.
Das Friedrich-Schiller-Gymnasium hatte ständige Raumnot zu beklagen. Ein Beispiel aus der Zeit der Jahrhundertwende vom 19. zum 20. Jahrhundert zeigt die extremen Ausmaße: Wegen der übergroßen Zahl der Schüler konnten nicht einmal alle sitzen. 461 Kinder beiderlei Geschlechts wurden in einer „Schulstube“ von vier Lehrern unterrichtet. Aber auch am derzeitigen Sitz der Schule im Klostergarten in Pfullingen wurde es oft zu eng.
1945 nahm die Oberschule für Jungen mit vier Lehrern und 158 Schülern im Unterstockwerk der Mädchenschule ihren Betrieb auf. 1953 wurde die Schule in „Progymnasium Pfullingen“ umbenannt. Und vier Jahre später, am 2. September 1957, wurde der erste Bau im Klostergarten bezogen. Der Neubau von 1957, der heutige A-Bau, wurde schnell zu klein, daraufhin wurde ein Anbau errichtet, aber auch dieser reichte nicht allzu lange. Und auch mit dem zweiten Neubau von 1971 (B-Bau) konnten die Massen der Schüler nicht lange untergebracht werden, sodass ein drittes Gebäude gebaut werden musste, der C-Bau. Er wurde 1998 fertiggestellt und beherbergt acht weitere Klassenzimmer. Die neusten Bauten sind der D-Bau und die Mensa, die im Herbst 2010 eingeweiht wurden. Damit ist der Ausbau des FSGs vorerst beendet.
Seit 1977 heißt die Schule „Friedrich-Schiller-Gymnasium“.
Im Zuge der Hochwasserkatastrophe 2013 in Mitteleuropa wurden aufgrund der über die Ufer getretenen Echaz Anfang Juni des Jahres auch Teile des Friedrich-Schiller-Gymnasiums überschwemmt. Insbesondere traf das Hochwasser des vergleichsweise kleinen Flusses, der das Gymnasiumsgelände westlich umfließt, die im Untergeschoss des B-Baus eingerichtete Sporthalle, die meterhoch unter Wasser stand, und deren relativ neuwertiger Boden zerstört wurde. Laut Presseberichten belief sich der Schaden in der Schule auf mindestens 200.000 Euro.

## Gebäude

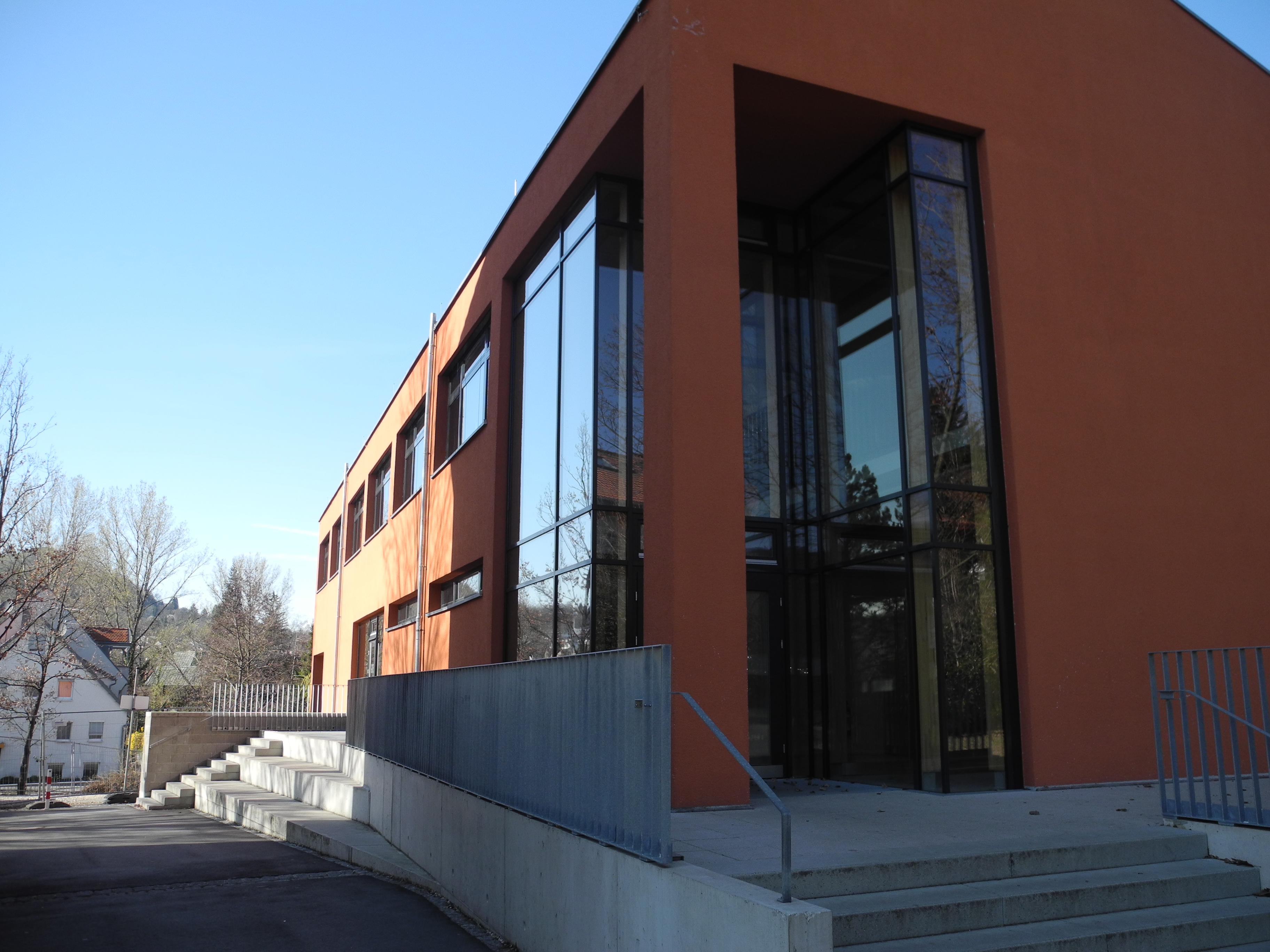
D-Bau

Das Friedrich-Schiller-Gymnasium besitzt 5 Bauten, den A-Bau, den B-Bau, den C-Bau, den D-Bau und die Mensa.
Der A-Bau wurde 1957 erbaut und wenige Jahre später mit einem Anbau versehen. Im A-Bau befinden sich das Sekretariat, das Rektorat, das Lehrerzimmer, die Hausmeisterloge, der Schüleraufenthaltsraum, der Multimediabereich mit drei Computerräumen, der Mediatorenraum und Klassenzimmer. 1971 wurde der B-Bau errichtet und etwa 30 Jahre später saniert. Im B-Bau befinden sich Fachräume für Bildende Kunst-, Musik-, Physik-, Chemie-, Biologie-, NWT (Naturwissenschaft und Technik)- und Erdkundeunterricht außerdem die Aula, die Sporthalle und einige Klassenzimmer. Der C-Bau wurde 1998 fertiggestellt und enthält ausschließlich Klassenzimmer. In den Abendstunden finden dort Kurse der VHS Pfullingen statt. Der D-Bau wurde im Herbst 2010 eingeweiht. Er enthält im unteren Teil einen Aufenthaltsraum, der für alle Schüler der oberen Jahrgangsstufen zugänglich ist, im mittleren Teil Klassenzimmer und im gesamten oberen Teil eine Mediothek mit Büchern und Computern, die von den Schülern außerhalb der Schulzeiten genutzt werden können.
Die Mensa bildet das Zentrum der Schule. Dort wird drei- bis viermal wöchentlich von Eltern gekocht. Außerdem enthält sie eine Bühne mit Licht- und Tontechnik für Veranstaltungen. Das Friedrich-Schiller-Gymnasium besitzt auch einen Sportplatz, der nicht nur für den schuleigenen Sportunterricht genutzt wird, auch können Jugendliche außerhalb der Schulzeit auf ihm spielen.
Auf dem Schulgelände befindet sich ein sogenannter Koordinatenstein, auf dem die exakten Koordinaten vermerkt sind.

## Partnerschaften
Die Schule hat Partnerschulen in Frankreich (in Passy (Haute-Savoie)), den USA (in Park Ridge (New Jersey)) und in Spanien (in Barcelona).

## Schülermitverantwortung
Vom 15. bis 19. Juli 2013 wurde das Projekt Schule als Staat durchgeführt. Schüler und Lehrer waren gleichberechtigt.
Es wurde ein echtes Staatsleben simuliert. Am 19. Juli ging das Projekt in die Feierlichkeiten zum 250-jährigen Bestehen der Schule über.
Ab 2012 gab es wieder eine eigene Schülerzeitung, sie trug den Namen „S'Chiller Blättle“, wurde jedoch gegen Ende 2013 aufgrund von mangelndem Interesse eingestellt.
Es gibt immer wiederkehrende Veranstaltungen, die von der SMV des FSG, so wie von weiteren innerschulischen Gruppen, organisiert werden. Hierzu gehören die mFaschingsparty für die Jahrgangsstufen 5–8 (meist kurz vor den Faschingsferien), die Halloweenparty für die Jahrgangsstufen 8–10 (meist in der Zeit um den 31. Oktober), der X-Mas-Ball für die Jahrgangsstufen 10–12 (meist kurz vor den Weihnachtsferien), diverse Ausfahrten (in den Europapark, zu einem VfB-Stuttgart Heimspiel, in ein Skigebiet, in den Europapark, uvm.) und Aktionen wie die der Nikolausaktion. Bei dieser können die Schüler für 1 € einen schulinternen Brief an andere Schüler der Schule, bzw. in manchen Jahren auch an diverse andere Schulen aus Pfullingen und Reutlingen, schicken. Diesem Brief wird zudem ein Schokoladennikolaus beigelegt. Dieses jährliche Aktion wurde 2015 wegen mangelnder Schülerbeteiligung eingestellt.

## Bekannte Schüler
- Manuel Hailfinger (* 1982), Politiker (CDU), Mitglied des Landtags von Baden-Württemberg
- Anton Röhm (* 2002), Software-Entwickler